# World Series 1942
Le World Series 1942 sono state la 39ª edizione della serie di finale della Major League Baseball al meglio delle sette partite tra i campioni della National League (NL) 1942, i St. Louis Cardinals e quelli della American League (AL), i New York Yankees. A vincere il loro quarto titolo furono i Cardinals per quattro gare a una.
I Cardinals del 1942 stabilirono un record di franchigia con 106 vittorie. Ogni loro giocatore, ad eccezione di Harry Gumbert, era un prodotto del farm system della squadra, assemblato da Branch Rickey.
Gli Yankees vinsero gara 1 malgrado una rimonta dei Cardinals, ma poi persero tutte le gare successive. La sconfitta fu la prima degli Yankees dalle World Series 1926, ancora per mano dei Cardinals. In quell'arco di tempo avevano vinto otto titoli (un record di vittorie tra due sconfitte in finale) e 32 gare su 36 delle World Series, incluse cinque serie di finale per 4-0 (1927 contro i Pirates, 1928 contro i Cardinals, 1932 e 1938 contro i Cubs e 1939 contro i Reds).

## Sommario
St. Louis ha vinto la serie, 4-1.
| Gara | Data       | Risultato                                     | Stadio           | Tempo | Pubblico |
| ---- | ---------- | --------------------------------------------- | ---------------- | ----- | -------- |
| 1    | 30 ottobre | New York Yankees – 7, St. Louis Cardinals – 4 | Sportsman's Park | 2:35  | 34.769   |
| 2    | 1º ottobre | New York Yankees – 3, St. Louis Cardinals – 4 | Sportsman's Park | 1:57  | 34.255   |
| 3    | 3 ottobre  | St. Louis Cardinals – 2, New York Yankees – 0 | Yankee Stadium   | 2:30  | 69.123   |
| 4    | 4 ottobre  | St. Louis Cardinals – 9, New York Yankees – 6 | Yankee Stadium   | 2:28  | 69.902   |
| 5    | 5 ottobre  | St. Louis Cardinals – 4, New York Yankees – 2 | Yankee Stadium   | 1:58  | 69.052   |

## Hall of Famer coinvolti
- Umpire: Cal Hubbard
- Cardinals: Billy Southworth (man.), Enos Slaughter, Stan Musial
- Yankees: Joe McCarthy (man.), Bill Dickey, Joe DiMaggio, Joe Gordon, Phil Rizzuto, Red Ruffing